# Цецилії (рід)
Цецилії — впливовий плебейський рід (нобілів) у Стародавньому Римі, потім патриції та одні з лідерів оптиматів. Походив з міста Пренесте. Вів міфологічний родовід від бога Вулкана та Цекула, супутника Енея. Гілками цього роду були Метелли, Басси, Дентери, Нігери, Пінни, Руфи. Найбільш значущими були Цецилії Метелли.

## Найвідоміші Цецилії
- Квінт Цецилій, народний трибун 316 року до н.е
- Луцій Цецилій Метелл Дентер, консул 284 року до н. е., воював з галльським племенем сенонів.
- Луцій Цецілій Метелл, консул 251 та 247 років до н. е., великий понтифік, учасник Першої пунічної війни.
- Луцій Цецилій Метелл, народний трибун 213 року до н. е., після поразки при Каннах у 216 році до н. е. запропонував залишити Рим та Італію.
- Квінт Цецилій Метелл, консул 206 року до н. е., учасник Другої пунічної війни
- Луцій Цецилій Дентер, претор 182 року до н. е., намісник провінції Сицилія.
- Квінт Цецилій Метелл Македонський, консул 143 року до н. е., 1-й плебей-цензор у 131 році до н. е., підкорив Македонію у 148 році до н. е., кельтіберів у 142 році до н. е.
- Квінт Цецилій Метелл Балеарський, консул 123 року до н. е., цензор 120 року до н. е., підкрив Балеарські острови.
- Луцій Цецилій Метелл Далматійський, консул 119 року до н. е., цензор 115 року до н. е., великий понтіфік, підкорив далматів.
- Марк Цецилій Метелл, консул 115 року до н. е.. придушив повстання сардинців.
- Квінт Цецилій Метелл Нумідійський, консул 109 року до н. е., цензор 102 року до н. е., воював з Югуртою, царем Нумідії, очільник оптиматів, вигнаний з сенату й засланий народним трибуном Луцієм Апулеєм Сатурніном.
- Квінт Цецилій Метелл Непот, консул 98 року до н. е.
- Квінт Цецилій Метелл Пій, консул 80 року до н. е., великий поттифік, учасник Союзницької війни, прихильник Луція Сулли.
- Квінт Цецилій Метелл Целерський, консул 60 року до н. е., воював у 66 році до н. е. у Кавказькій Альбанії, придушив повстання катилінарієв у Верхній Італії.
- Квінт Цецилій Метелл Критський, консул 69 року до н. е., підкорив о. Крит.
- Квінт Цецилій Метелл Непот, консул 57 року до н. е.
- Луцій Цецилій Метелл, народний трибун 49 року до н. е., противник Гая Юлія Цезаря.
- Квінт Цецилій басс, претор 46 року до н. е.
- Тіт Цецилій Аттік (відоміший як Помпоній Аттік), друг Марка Туллія Цицерона, філософ.
- Квінт Цецилій Метелл Критський, консул 7 року.
- Гай Цецилій Руф, консул 17 року.
- Гай Цецилій Страбон, консул-суффект 105 року.
- Секст Цецилій Максим, консул-суффект 153 року.